# الحرب مع الجد (فلم)
الحرب مع الجد هو فيلم كوميدي عائلي أمريكي لعام 2020 من إخراج تيموثي هيل من سيناريو توم جيه أستل ومات إمبر، استنادًا إلى رواية تحمل نفس الاسم لروبرت كيميل سميث. في إطار كوميدي يضطر الصبي (فيجلي) إلى التخلي عن غرفته لجده (دي نيرو)، ويخطط بعدها ليضع سلسلة من الخطط الفاحشة في محاولة لجعله للخروج من المنزل
صور الفليم في الأصل في مايو 2017، من المقرر أن يتم إصدار الفيلم في 23 فبراير 2018، من قبل ديمينشن فيلمز وشركة وينشتاين. كان من المقرر في البداية أن يتم إصدار الفيلم في 21 أبريل 2017، ولكن تم لاحقاً تأجيل تصوير بعض المشاهد إلى 20 أكتوبر 2017، بسبب التغييرات الرئيسية في موقع التصوير أصدر الفيلم في الولايات المتحدة في 9 أكتوبر 2020 وزعته استوديوهات Brookdale. تلقى مراجعات سلبية بشكل عام من النقاد وحقق 43 مليون دولار في جميع أنحاء العالم مقابل ميزانية إنتاج قدرها 38 مليون دولار.

## بطولة
- روبرت دي نيرو (إد)
- أوما ثورمان (سالي)
- أواكس فيغلي (بيتر)
- جين سيمور (ديان)
- كريستوفر والكن (جيري)
- روب ريجل (آرثر)
- لورا مارانو (ميا)
- هيثر جوهانسن (الأم الشابة)
- تشيتش مارين (داني)

## طاقم العمل
- دايف جونسون (مؤلف)
- روبرت كيميل سميث (اقتباسًا عن روايته)
- ليزا أداريو (مؤلف)
- جو سايراكوس (مؤلف)
- توم جيه أستل (مؤلف)
- مات إمبر (مؤلف)
- تيم هيل (مخرج)
- جريج جاردنير (مدير تصوير)
- فيليب جلاسر (منتج)
- روزا موريس بيرت (منتج)
- مارفين باريت (منتج)
- كريستوفر هارجادون (مصمم أزياء)
- جيم لامبي (مصمم ديكور)
- جون كولينز (مصمم إنتاج)
- رو بيكر (ريجسير)

### الهوامش[4]
- تعاون النجمان روبرت دي نيرو وأوما ثيرمان من قبل في فيلم (Mad Dog & Glory) عام 1993.
- ثالث تعاون بين النجميّن روبرت دي نيرو وكريستوفر والكن بعد فيلميهما سويًا: (The Deer Hunter) عام 1978، و(Mistress) عام 1992.
- ثاني أفلام النجم (روبرت دي نيرو) التي يشمل عنوانها كلمة (grandpa)، حيث كان (Dirty Grandpa) هو الفيلم الأول عام 2016.
- الفيلم قائم على كتاب الأطفال الذي يحمل نفس عنوان الفيلم بقلم (روبرت كيميل سميث)، والذي كتبه عام 1984

## وصلات خارجية
- مقالات تستعمل روابط فنية بلا صلة مع ويكي بيانات
- الحرب مع الجد على قاعدة بيانات الأفلام العربية
- الحرب مع الجد على قاعدة بيانات الأفلام على الإنترنت
- الحرب مع الجد على أول موفي
- الحرب مع الجد على روتن توميتوز